# Carta de Zinoviev
A "carta de Zinoviev" se refere a um documento controverso publicado pela imprensa britânica em 1924. Se tratava de uma carta supostamente escrita por Grigori Zinoviev, presidente do Conselho Executivo da Internacional Comunista, para o comitê central do Partido Comunista da Grã-Bretanha. A carta, mais tarde comprovada com sendo um documento forjado, era uma suposta diretiva de Moscou pedindo uma maior agitação comunista no país, e ajudou a assegurar a queda do governo socialista de Ramsay MacDonald, do Partido Trabalhista, nas eleições de outubro daquele ano.

## História
Em janeiro de 1924, após uma surpreendente eleição geral, Ramsay MacDonald levou o Partido Trabalhista ao poder na Grã-Bretanha. Pela primeira vez na História, o país tinha um governo socialista, o que provocou certo alvoroço entre a elite. Entretanto, o primeiro-ministro MacDonald não estava em situação de iniciar amplas reformas no sistema político. Seu governo era minoritário e instável, dependendo da boa vontade dos parlamentares do Partido Liberal. Quando os liberais abandonaram a coalizão trabalhista, o governo de MacDonald sucumbiu, forçando o primeiro-ministro a convocar novas eleições, marcadas para 29 de outubro daquele mesmo ano.
Quatro dias antes das eleições, um documento publicado pelo jornal conservador Daily Mail causou um alvoroço na sociedade britânica. A carta, datada de 15 de setembro de 1924 e supostamente escrita por Grigori Zinoviev, então presidente do Conselho Executivo da Internacional Comunista, era endereçada ao comitê central do Partido Comunista da Grã-Bretanha, dando instruções de como o Partido Trabalhista deveria ser controlado, iniciando, desta forma, uma revolução socialista no país.
Ao ser publicada pela imprensa, a carta foi acompanhada de uma nota de protesto do Ministério das Relações Exteriores. O temor da população resultou numa votação maciça no Partido Conservador, que retomou o poder através da conquista de 419 assentos no Parlamento britânico, comparados a apenas 258 no pleito anterior.
O documento tornou delicadas as relações entre o Reino Unido e a União Soviética, que haviam firmado acordos comerciais em 8 de agosto de 1924. Em 21 de novembro, o novo governo conservador, do primeiro-ministro Stanley Baldwin, cancelou os tratados comerciais estabelecidos pelo governo anterior.

## Autenticidade da carta
Desde o início, muitos suspeitavam da falsidade do documento, já que ele continha alguns erros grosseiros - como, por exemplo, uma menção à "Terceira Internacional Comunista". No entanto, a carta foi tomada como verdade, mesmo por algumas pessoas no governo, apesar das dúvidas manifestadas pelo primeiro-ministro Ramsay MacDonald. A difícil comunicação com a sede da Organização Internacional Comunista em Moscou impediu uma pronta negação do ofício: a questão foi discutida apenas em 17 de novembro.
A prova definitiva de que a carta era um produto do serviço secreto britânico foi dada por um funcionário do MI6, em 1999.